# 일본기원

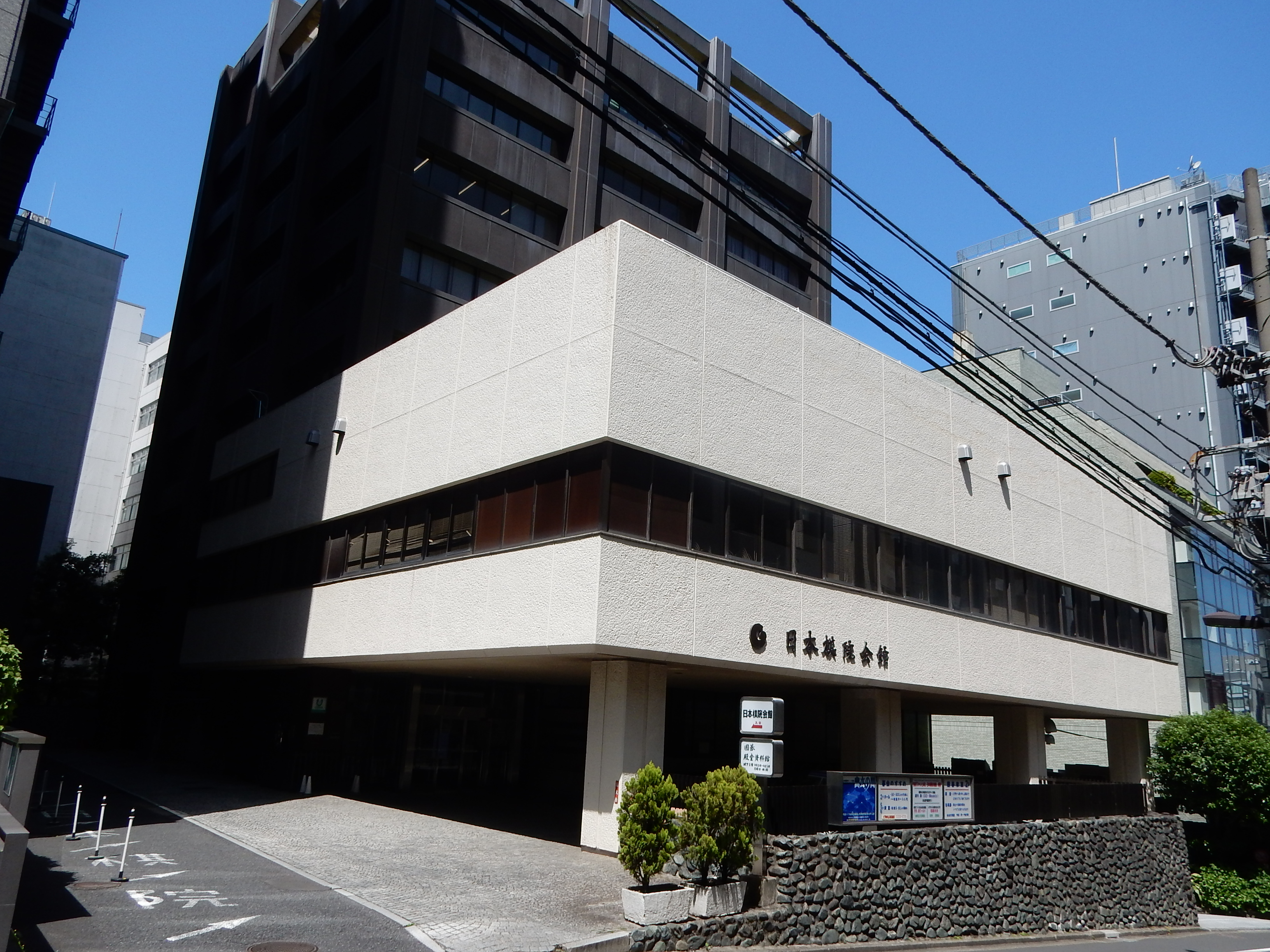
일본기원

일본기원(일본어: 日本棋院, 영어: Japan Go Association)은 일본의 주요 바둑 단체로서, 일본의 전문기사 체계를 감독하고 아마추어 단급 과정을 발행한다. 다른 주요 바둑 단체는 간사이 기원이다.

## 역사
일본기원은 1924년 7월 설립되었다. 최초의 기원장은 마키노 노부아키였다.

## 같이 보기
- 한국기원